# Condado de Menominee (Wisconsin)
El condado de Menominee (en inglés: Menominee County), fundado en 1959, es uno de 72 condados del estado estadounidense de Wisconsin. En el año 2000, el condado tenía una población de 4.562 habitantes y una densidad poblacional de 5 personas por km². La sede del condado es Keshena.

## Geografía
Según la Oficina del Censo, el condado tiene un área total de 945 km², de la cual 927 km² es tierra y 18 km² (1,93%) es agua.

### Condados adyacentes
- Condado de Oconto (este)
- Condado de Shawano (sur)
- Condado de Langlade (noroeste)

## Demografía
En el censo de 2000, había 4.562 personas, 1.345 hogares y 1.065 familias residiendo en el condado. La densidad poblacional era de 5 personas por km². En el 2000 había 2,098 unidades habitacionales en una densidad de 2 por km². La demografía del condado era de 11,57% blancos, 0,07% afroamericanos, 87,26% amerindios, 0,00% asiáticos, 0,02% isleños del Pacífico, 0,75% de otras razas y 0,33% de dos o más razas. 2,67% de la población era de origen hispano o latino de cualquier raza.

## Localidades

### Pueblos
- Menominee

### Lugares designados por el censo
- Keshena, CDP
- Legend Lake, CDP
- Middle Village, CDP (parcial)
- Neopit, CDP
- Zoar, CDP